# Spirits (Gil Scott-Heron)
Spirits è il settimo album solista dell'artista statunitense Gil Scott-Heron, pubblicato nel 1994.
| Recensione       | Giudizio                |
| ---------------- | ----------------------- |
| AllMusic         | [ 1 ]                   |
| Robert Christgau | né positivo né negativo |

## Tracce
1. Message To The Messengers – 4:57
2. Spirits – 7:49
3. Give Her A Call – 5:44
4. Lady's Song – 3:14
5. Spirit's Past – 3:00
6. The Other Side, Part I – 5:25
7. The Other Side, Part II – 6:11
8. The Other Side, Part III – 6:40
9. Work For Peace – 7:33
10. Don't Give Up – 5:58

## Classifiche
| Classifica (1994)         | Posizione massima |
| ------------------------- | ----------------- |
| US Jazz Albums            | 16                |
| US Top R&B/Hip-Hop Albums | 84                |